# Мастер ъф арт
Мастер ъф арт (на английски: Master Of Art) е летен фестивал за музика, поезия, кино и други сценични изкуства, провеждащ се в град Копривщица.
Фестивалът, чиито организатори имат намерение да бъде превърнат в ежегоден се провежда в рамките на летните фолклорни празници „С Копривщица в сърцето“, които също са ежегодни. Традиционното място за провеждане на подобни изяви в град Копривщица се явява лятната сцена в двора на старото училище и Мастер ъф арт не прави изключение от това правило.
Въпреки неблагоприятните климатични условия и пандемията от COVID-19 в петте фестивални дни събитието през 2021 г. е посетено от 10 000 любители на българското сценично изкуство. Показваните творчески изяви могат да бъдат наблюдавани от около 1 500 души едновременно, събрани край лятната сцена на фестивала. Филмовите представления стават в театралната и кинозала на Народно читалище „Хаджи Ненчо Д. Палавеев – 1869“, разполагащо с 180 седящи места.В представената „Вечер на мюзикъла“, са включени концерт-спектакъл на Люси Дяковска и Плевенската филхармония под диригентството на Левон Манукян. Концертът включва най-доброто от известните Бродуейски мюзикъли – по филма Коса на Милош Форман, по „Кабаре“, „Котките“ с музика от Андрю Лойд Уебър, „Цар Лъв“, по „Мулен руж“, и „Уестсайдска история“.
В програмата през 2022 г. са включени концерти на изпълнителите Белослава, Стефан Вълдобрев и „Обичайните заподозрени“, Теодосий Спасов и
Борислав Йоцов, Веско Ешкенази, българските джаз музиканти Христо Йоцов, Живко Петров, Димитър Карамфилов и Михаил Йосифов, със специалното участие на Васил Петров, Теодосий Спасов и група Акага. В три от вечерите на сцената ще вземе учатие и пълният състав на Плевенската филхармония. Театрални спектакли ще представят артистите
Снежина Петрова и Александра Сърчаджиева.
Амбицията на организаторите е фестивалът на изкуствата „Мастер ъф арт“ в Копривщица да се развива и в следващите години, да се обогатява с още концерти. Да има театрални постановки, артистични пленери, художествени изложби, майсторски класове, литературни четения и съпътстващи събития с българско и международно участие.
Географското разположение, историческата памет и природните особености на град Копривщица, съчетани с привлекателна културна традиция и програма поднесена от артисти, музиканти и изпълнители от световна класа могат да носят успех на начинанието. Фестивалът предполага възможността да бъде привлечена публика от всички възможни възрастови групи и вкусове, както от България, така и от други страни. Този културен проект е с предназначение да съживи за пореден път артистичния дух в културния календар на града и региона. Той би могъл да се превърне в културно събитие от обществено значение и за цялата страна.